# Тадусак
Тадуса́к (фр. Tadoussac) — первый французский форт Канады, а также древнейшее, постоянно обитаемое французское поселение провинции Квебек. Расположено в устье реки Сагеней, в регионе Кот-Нор, в районе От-Кот-Нор. Население — 850 жителей (2006 год, перепись).

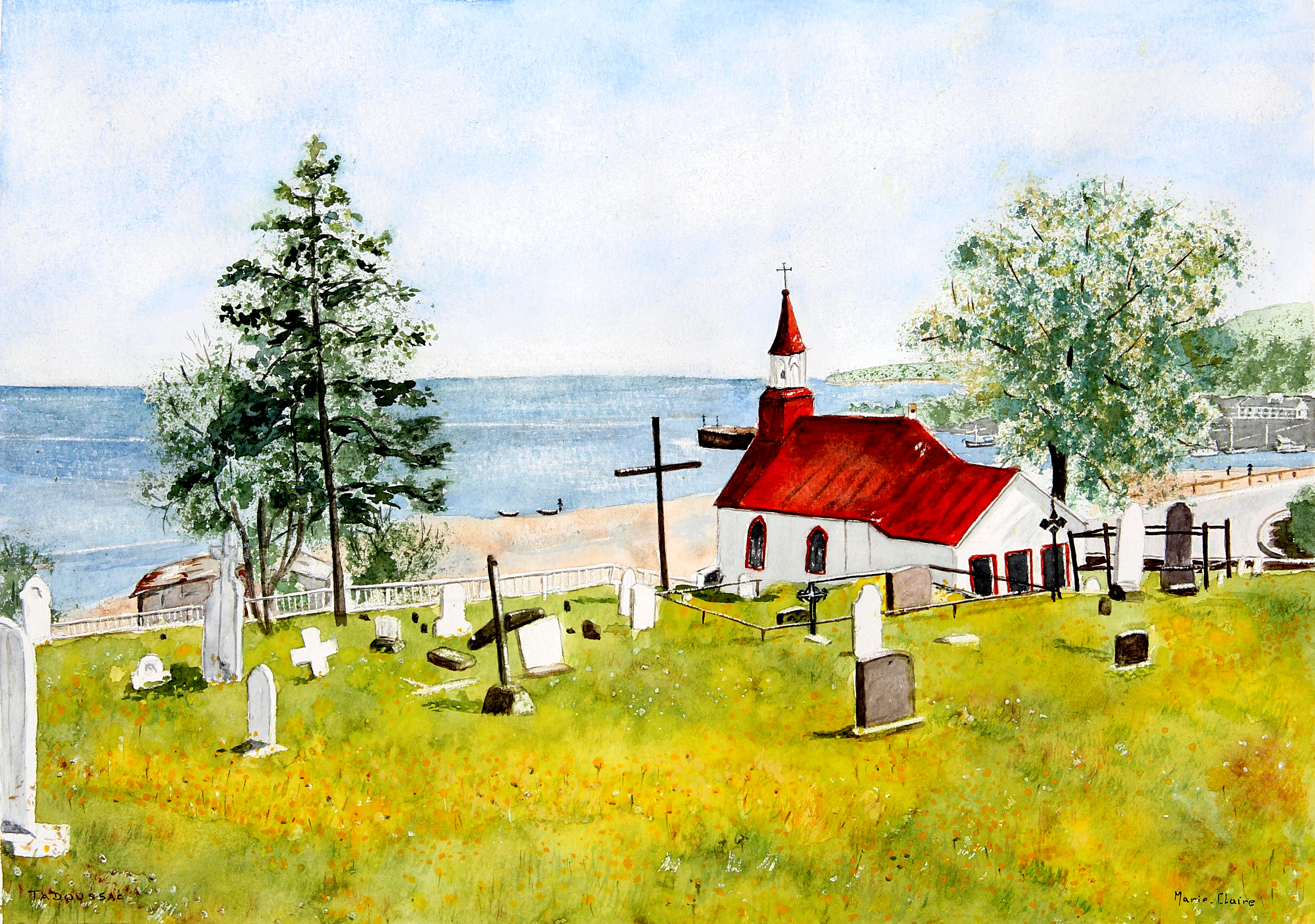
Старая индейская часовня (1747-1750 гг.) И ее кладбище на берегу реки Святого Лаврентия.

## История
В 1535 году устье реки Сагеней исследовал француз Жак Картье. Пьер де Шовен, сеньор Тоннетюи отправился в Канаду в 1599 году и в 1600 году основал здесь первый французский форт. Таким образом, Тадусак является самым старым поселением Квебека, в 2000 году он отметил свой 400-летний юбилей. В нём также расположена древнейшая деревянная церковь Северной Америки.

## Туризм
Посёлок ежегодно посещает около 300 тысяч туристов, преимущественно из других регионов Квебека. В водах близ посёлка можно наблюдать китов, и морские круизы для наблюдения за китами и тюленями являются популярным туристическим аттракционом.

## Население
- 2006: 850 (-2.3 %)
- 2001: 870
- 1996: 913
- 1991: 832

### Языки
- Французский 92,3 %
- Английский 1,8 %
- Прочие 5,9 %